# 라우라 페르미

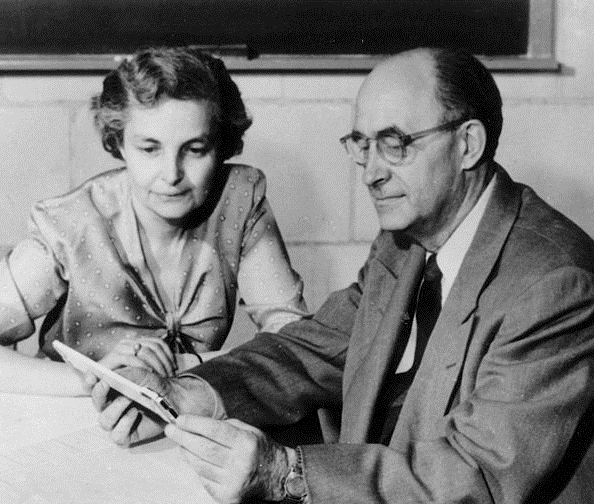
라우라와 엔리코 페르미 부부. 로스앨러모스, 1954년.

라우라 카폰 페르미(이탈리아어: Laura Capon Fermi, 1907년 6월 16일 ~ 1977년 12월 26일)는 이탈리아 출신의 미국인 작가이자 사회 운동가이다. 물리학자 엔리코 페르미의 아내이다.
랄라 "라우라" 카폰은 1907년 로마에서 아우구스토 카폰 제독과 콘스탄차 로마넬리의 딸로 태어났다. 형제는 언니, 여동생, 남동생이 하나씩 있었다. 카폰은 로마 대학교에서 과학을 공부하던 중 엔리코 페르미와 만나게 되었다. 둘은 1928년에 결혼했다.
그의 책 《뛰어난 이민자들》은 1930년과 1941년 사이에 미국으로 이주하여 "이웃, 스승, 그리고 동료"가 된 지적으로 탁월한 여러 유럽인들을 다루었다.
그는 1977년 심장마비로 사망했다.